# Shoklen
Le balancement du corps lors de la prière ou de l’étude (yiddish : שאָקלען shoklen « secouer »), est une coutume spécifiquement juive, observée depuis les temps anciens. Le balancement s’effectue typiquement d’avant en arrière mais peut également être latéral.
L’origine de la coutume est inconnue puisque le Talmud, faisant fond sur les visions d’Ézéchiel (Ézéchiel 1:7), recommande de prier pieds joints et la loi juive, fondée sur ce passage, n’encourage pas les génuflexions ni prosternations, les limitant à certains endroits-clés de la prière. Cette coutume était connue des Juifs de France et d’Allemagne (l’auteur d’un ouvrage de lois et coutumes rapporte au nom de Rachi la coutume de se dresser sur la pointe des pieds en trois endroits lors de la kedousha, afin de se conformer à Isaïe 6:4 - « les colonnes des portes s’agitèrent au bruit de cet appel », par crainte de YHWH) comme de ceux d’Espagne, et Samuel Hanaggid fulmine dans l’un de ses poèmes contre les étudiants d’une académie talmudique qu’il a visitée, les appelant « des arbres se balançant dans le désert ». Juda Halévi discute également de la coutume dans son Kuzari, faisant dire au rabbin qui explique le judaïsme au roi des Khazars, que c’est, selon l’explication populaire, pour augmenter la chaleur du corps ou, selon lui, parce que les livres étant autrefois rares, le balancement aurait permis à plusieurs orants ou étudiants de lire le livre en alternance — comme ce fut notablement le cas dans les écoles juives du Yémen — et la coutume aurait été ensuite imitée mécaniquement sans en comprendre la raison première, selon la nature humaine (Kuzari, second livre, § 80). Le Zohar (Zohar s.v. parashat Pinhas, p. 118-119a) enseigne cependant que cette coutume provient de l’excellence spirituelle des Juifs, auxquels fait référence le verset (Proverbes 20:27) « L’âme de l'homme est un flambeau divin ».